# Reiner Schwalb
Reiner Schwalb (* 23. Februar 1954 in Gießen) ist ein Brigadegeneral der Bundeswehr außer Dienst. In seiner letzten Verwendung war er ab Dezember 2011 Verteidigungsattaché an der Deutschen Botschaft Moskau in Russland.

## Leben
Schwalb trat 1972 in die Bundeswehr ein. Von 1976 bis 1979 studierte er Bauingenieurwesen an der Universität der Bundeswehr München und wurde Diplom-Ingenieur. Von 1981 bis 1986 war Schwalb Kompaniechef im Jägerbataillon 113. Von 1986 bis 1988 nahm Schwalb am 29. Generalstabslehrgang Heer an der Führungsakademie der Bundeswehr in Hamburg teil, wo er zum Offizier im Generalstabsdienst ausgebildet wurde. Als Stabsoffizier war Schwalb G 4 der Panzergrenadierbrigade 10 in Weiden in der Oberpfalz und später bei CENTAG in Heidelberg eingesetzt.
Von 1993 bis 1995 führte Schwalb das Panzergrenadierbataillon 182 in Bad Segeberg. Danach war er bis 1999 an die Führungsakademie der Bundeswehr nach Hamburg als Tutor in der General-/Admiralsstabsausbildung tätig. Von 2003 bis 2006 wurde Schwalb im Bundesministerium der Verteidigung verwendet. Ab 2009 absolvierte er eine Ausbildung in der russischen Sprache, bevor er 2011 als Verteidigungsattaché nach Moskau versetzt wurde. Am 1. September 2018 trat Ernst-Peter Horn die Nachfolge von Schwalb an, der im Oktober 2018 in den Ruhestand ging und für den Rest seiner Dienstzeit offiziell zum Streitkräfteamt versetzt worden war.
Zwei Monate vor Beginn des Russischen Überfalls auf die Ukraine unterzeichnete er einen Aufruf von ehemaligen Botschaftern und Generälen, Friedensforschern und Theologen zur Deeskalation im Verhältnis zu Russland.